# 天秀站
天秀站（英語：Tin Sau Stop），屬香港輕鐵站，車站編號是520，屬於單程車票第5A收費區。此站位於香港新界元朗天水圍的天秀路旁，為慧景軒及周邊地區居民提供服務。

## 車站結構

### 車站樓層
| 地面              | 出口 | 天秀路公園 |   |  |
| 地面              | 月台 | \| 側式 · 開左邊车门 \| \| \| \| \| \| \| \| 輕鐵705綫天水圍循環綫（濕地公園） \| 1 \| \| \| \| 2 \| 輕鐵706綫天水圍循環綫（天悅） \| \| \| \| 側式 · 開左邊车门 \| \| \| \| \| |   |  |
| 地面              | 出口 | 慧景軒、天一商城 |   |  |
| 側式 · 開左邊车门 |      | |   |  |
|                   |      | 輕鐵705綫天水圍循環綫（濕地公園） | 1 |  |
|                   | 2    | 輕鐵706綫天水圍循環綫（天悅） |   |  |
| 側式 · 開左邊车门 |      | |   |  |

## 事件
2020年2月15日，有500多名市民參與遊行，反對天水圍（天業路）社區健康中心作指定診所。遊行在下午3時50分結束後，車站拍卡機一度遭縱火，閉路電視被破壞。另外，有示威者把雜物擲向輕鐵路軌。防暴警察突然推進，在附近的公園和月台向人群施放胡椒噴霧，多名街坊及記者被射中。期間命令輕鐵站等候列車的市民及記者離開，否則控告非法集結。事後約有30多人在天秀路公園被防暴警察截查後被捕。天秀站服務一度受影響。

## 車站周邊
- 慧景軒
- 天水圍（天業路）社區健康中心
- 天一商城
- 悅品·天秀酒店
- 香港濕地公園
- Wetland Seasons Park
- 天秀路公園
- 天秀路游泳池
- 天水圍天秀欖球場

由車站步行前往香港濕地公園，較濕地公園站前往快。

## 外部連結
- 港鐵公司 - 輕鐵及巴士服務 - 輕鐵街道圖 （页面存档备份，存于）
- 港鐵公司 - 輕鐵及巴士服務 - 輕鐵行車時間表（页面存档备份，存于）
- 港鐵公司 - 輕鐵及巴士服務 - 所有輕鐵街道圖（14張）（页面存档备份，存于）
- 香港鐵路大典上的相关条目：天秀站